# NGC 6738
NGC 6738 ist ein Asterismus im Sternbild Adler, eine scheinbare Konzentration von Sternen am Himmel, die früher als Sternhaufen klassifiziert war. NGC 6738 hat eine Helligkeit von 8,3 mag und eine Winkelausdehnung von 15 × 15 Bogenminuten.
Das Objekt wurde am 29. Juli 1829 von John Herschel entdeckt.